# 血の日曜日事件 (1972年)

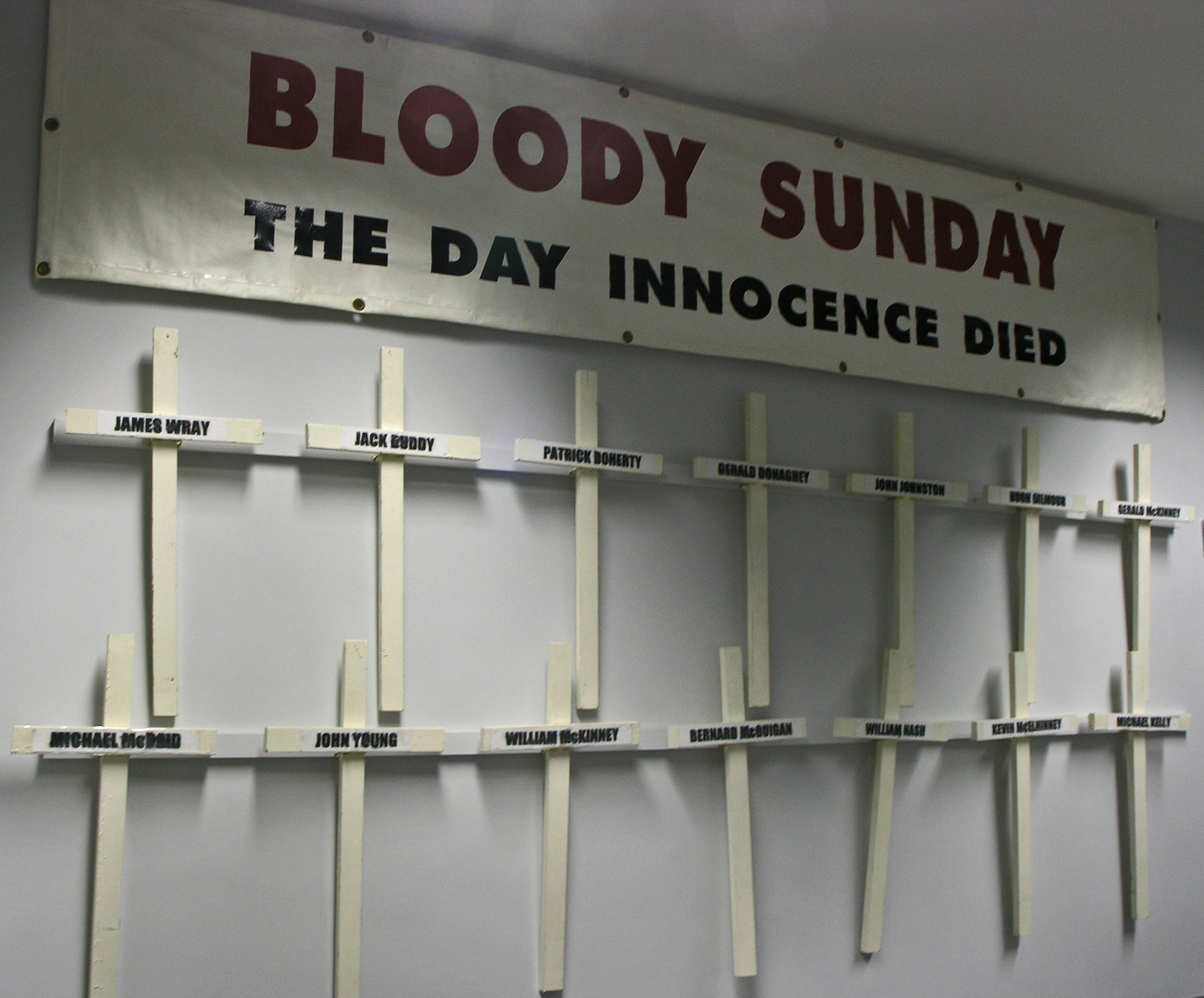
追悼日に遺族によって捧げられた旗と十字架

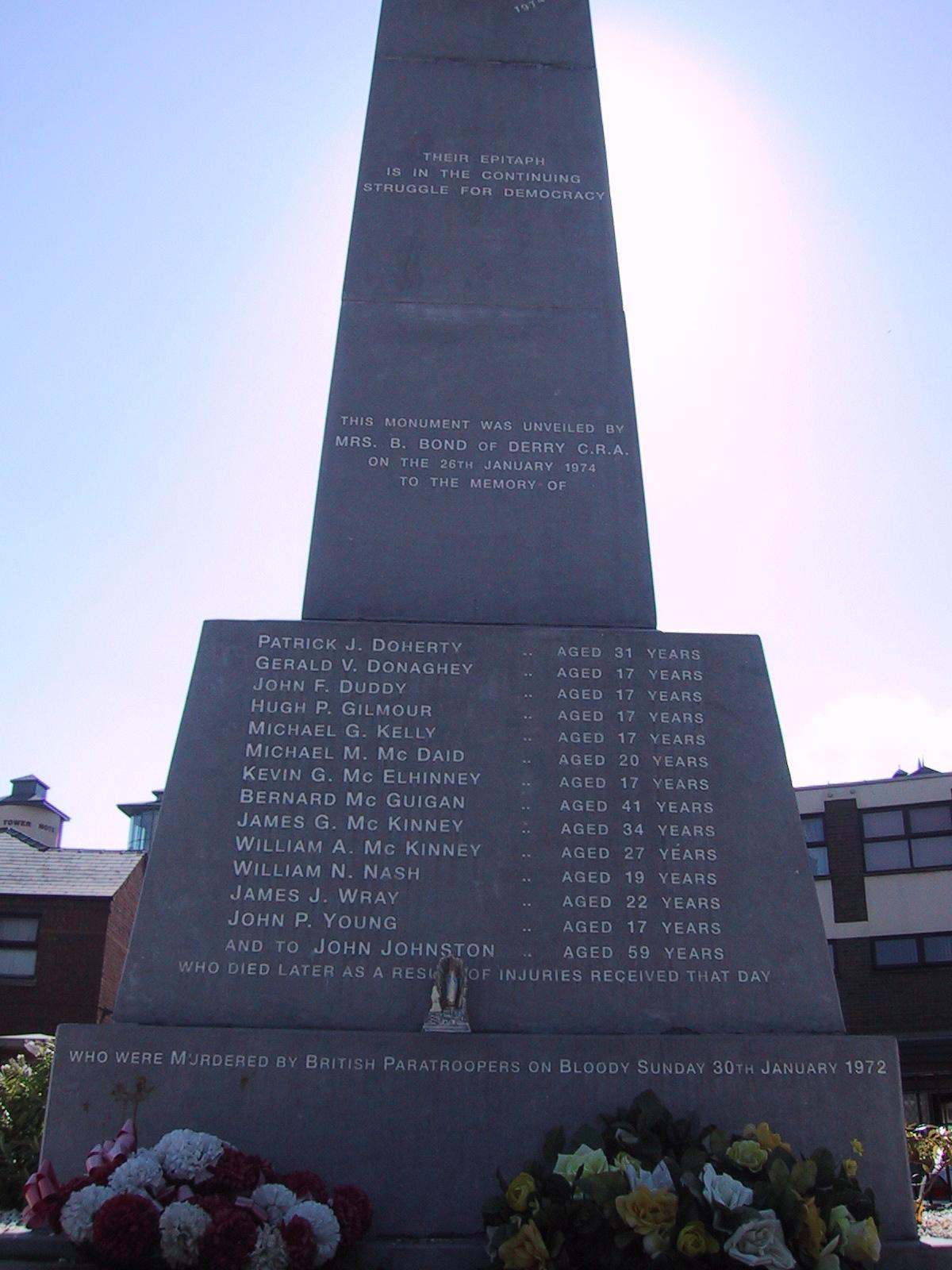
血の日曜日事件慰霊碑（ボグサイド地区）

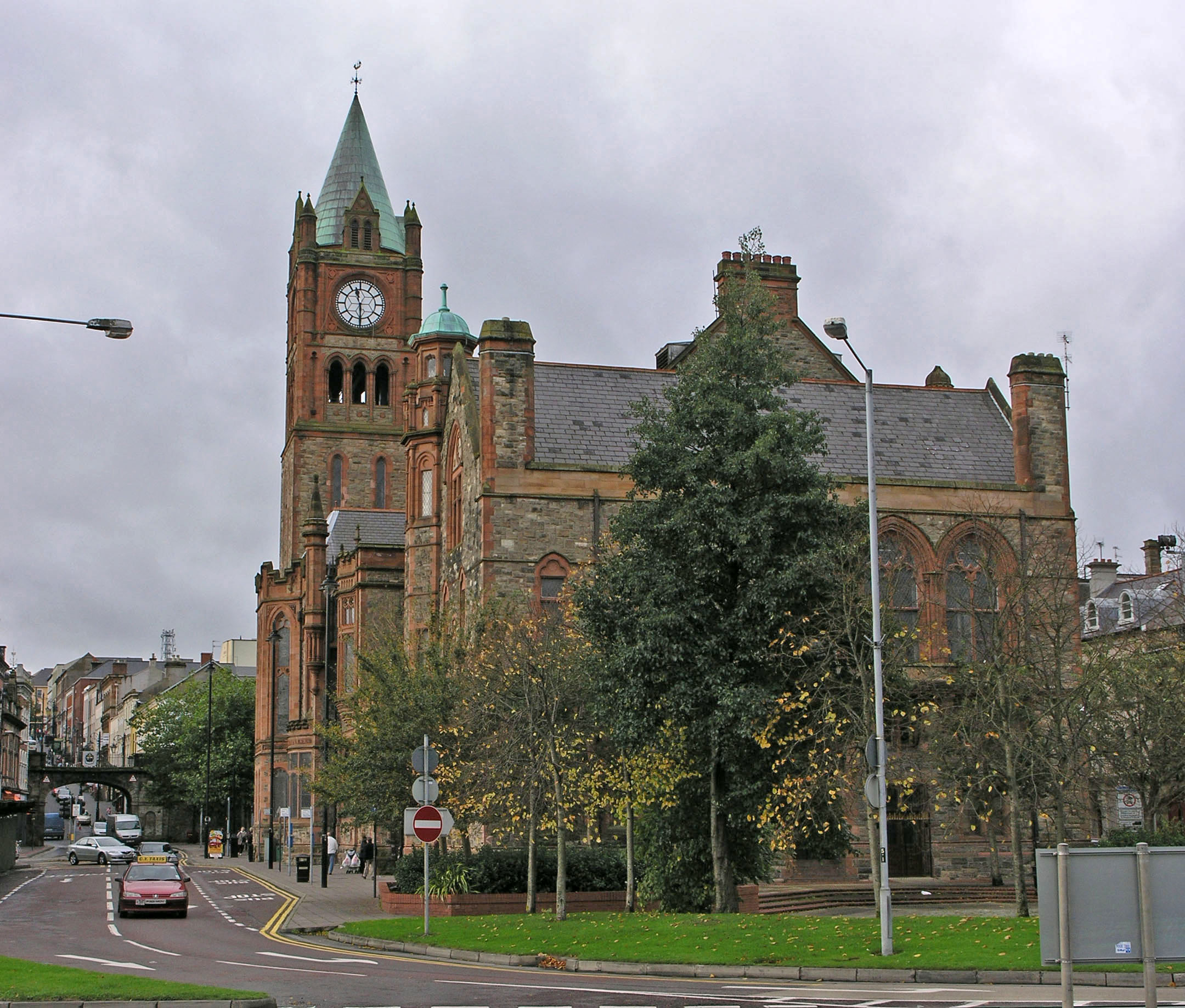
ギルドホール（サビール調査本部が置かれた）

血の日曜日事件（ちのにちようびじけん、英語: Bloody Sunday、アイルランド語:Domhnach na Fola）
は、1972年1月30日、北アイルランドのロンドンデリーで、デモ行進中の市民27名がイギリス陸軍落下傘連隊に銃撃された事件。14名死亡、13名負傷。事件のあった地区の名を取って「ボグサイドの虐殺（Bogside Massacre）」とも呼ばれる。IRA暫定派は、1970年からイギリス統治に対する反対運動を行っていた。軍が非武装の市民を殺傷したこの事件は、現代アイルランド史における重要な事件である。

## 事件の概要
事件は、公判なしでの拘禁を認める政策に反対するデモの最中に発生した。
当時デモは非合法であったが、約1万人が抗議集会を予定して町の中心部にあるギルドホール広場までデモ行進を始めた。
しかし、広場の手前ではイギリス陸軍落下傘連隊第1大隊がバリケードを構築してデモ隊の侵入を阻止しており、主催者たちは混乱を避けるためにデモ隊を別方向へ誘導したが、一部はそのままバリケード前でイギリス兵たちに投石を始めた。兵士たちはゴム弾や催涙ガス、放水でこれに応戦。ガスに追われた群衆の多くが事件現場となるボグサイド地区へと逃れた。この後、可能な限り多くのデモ参加者を逮捕するよう命令されていた兵士たちは、ボグサイド地区へ向かって進軍を開始。そこで銃撃が発生し、市民14名が死亡（13名が即死、1名が4ヶ月半後に死亡）、13名が銃撃や車両に撥ねられるなどして負傷した。
市民らは非武装で、5人は背後から射撃されたとも言われるが、事件の詳細については、イギリス陸軍側の主張と被害者を出した市民側の主張が対立し、議論が続いている。

## 真相の究明
- イギリス政府による調査
  - ウィッジェリー裁判：事件直後に行われ、イギリス軍は無罪判決。
  - サビール調査：1998年、トニー・ブレア政権において独立調査委員会が発足し、事件の再調査を開始。2010年6月15日に発表された報告書の内容はイギリス側に非があるとするもので、デービッド・キャメロン首相がイギリス下院において、イギリス政府として初の謝罪を行った。

2007年5月29日、マイク・ジャクソン元参謀総長（Sir Mike Jackson、当時中佐で現場の副指揮官）は、「無実の人々が射撃されたのは明らかだ（I have no doubt that innocent people were shot.）」と述べた。

2010年に下院で謝罪したキャメロン首相は、兵士たちが警告なしに発砲したこと、火炎瓶や投石による攻撃に反撃した兵士は皆無だったこと、殺傷された者の中には明らかに現場から逃れるか負傷者を助けようとしていた者がいたこと、事件後、多くの兵士たちが偽証していたことを認めた。同時に事件には計画性はなく、元IRAのリーダーで現北アイルランド自治政府副第一大臣マーティン・マクギネスが、当時サブマシンガンを持って現場にいた可能性を指摘した。ただし、マクギネス本人はそれを否定している。

## 死亡者
名前と没年齢
- ジャッキー・ダディ（John (Jackie) Duddy）- 17歳
- パトリック・ジョセフ・ドハーティ（Patrick Joseph Doherty） - 31歳
- バーナード・マッギガン（Bernard McGuigan） - 41歳
- ヒュー・ピアス・ギルモア（Hugh Pious Gilmour） - 17歳
- ケヴィン・マケルヒニー（Kevin McElhinney） - 17歳
- マイケル・G・ケリー（Michael G. Kelly） - 17歳
- ジョン・ピウス・ヤング（John Pius Young） - 17歳
- ウィリアム・ノエル・ナッシュ（William Noel Nash） - 19歳
- マイケル・M・マクダード（Michael M. McDaid） - 20歳
- ジェームズ・ジョセフ・レイ（James Joseph Wray） - 22歳
- ジェラルド・ドナフィー（Gerald Donaghy） - 17歳
- ジェラルド・マッキニー（Gerald (James) McKinney） - 34歳
- ウィリアム・A・マッキニー（William A. McKinney） - 27歳
- ジョン・ジョンソン（John Johnson） - 59歳

## 派生

### 音楽
- アイルランド系のジョン・レノンとポール・マッカートニーはこの事件についての作品を創っている。
  - 「血まみれの日曜日」、「ザ・ラック・オブ・ジ・アイリッシュ」 - レノンのアルバム『サムタイム・イン・ニューヨーク・シティ』収録。
  - 「アイルランドに平和を」 - マッカートニーの曲。BBCにより放送禁止にされた。
- 「ブラディ・サンデー（Sunday Bloody Sunday）」 - U2のシングル。
- 「Minds Locked Shut」 - クリスティー・ムーアのアルバム『Graffiti Tongue』収録。
- ソール・ウィリアムズ（Saul Williams）のアルバム『The Inevitable Rise and Liberation of NiggyTardust!』（2007年）

### 映像
- テレビドラマ「Sunday」（2002年）Jimmy McGovern出演
- テレビ映画『ブラディ・サンデー』（2002年）監督：ポール・グリーングラス、主演：ジェームス・ネスビット、サンダンス映画祭観客賞受賞、ベルリン国際映画祭金熊賞受賞。
- 写真集『30th January 1972』（2002年）Willie Doherty（映像作家、写真家）

### 演劇
- 「The Freedom of the City」（1973年）Brian Friel

## 参照
1. ↑  http://cain.ulst.ac.uk/images/posters/bsunday/index.html
2. ↑  BBC Interactive Guide
3. ↑  “Bloody Sunday victims 'innocent'” (English). BBC News Online. (2007年5月29日) 2007年5月29日閲覧。
4. ↑  Bloody Sunday report published,"BBC" 15 June 2010,

### 記事
- Guardian Interactive Guide
- BBC Interactive Guide
- "13 killed as paratroops break riot" 、The Guardian, 1972年1月31日、月曜日
- "Bogsiders insist that soldiers shot first" The Guardian,  1972年2月1日、火曜日
- "Shootings 'triggered decades of violence'"